# Швеція на зимових Олімпійських іграх 1984
Швеція брала участь у Зимовій Олімпіаді 1984 року у Сараєво (Югославія) уп'ятнадцяте. Країну представляв 61 спортсмен (51 чоловік та 9 жінок) у 8 видах спорту. Швеція здобула 8 медалей (4 золотих, 2 срібні та 2 бронзові), посівши у загальнокомандному заліку 5 місце.

## Медалісти
| Золото           | Гунде Сван | Лижні перегони      | 15 км (чоловіки)              |                 |  |
| Золото           | Томас Вассберг | Лижні перегони      | 50 км (чоловіки)              |                 |  |
| Золото           | Томас Вассберг Гунде Сван Ян Оттоссон Бенні Колберг | Лижні перегони      | Естафета 4 x 10 км (чоловіки) |                 |  |
| Золото           | Томас Густафсон | Ковзанярський спорт | 5000 м (чоловіки)             |                 |  |
| Срібло           | Гунде Сван | Лижні перегони      | 50 км (чоловіки)              |                 |  |
| Срібло           | Томас Густафсон | Ковзанярський спорт | 10 000 м (чоловіки)           |                 |  |
| Бронза           | Гунде Сван | Лижні перегони      | 30 км (чоловіки)              |                 |  |
| Бронза           | Збірна Швеції з хокею із шайбою \| Рольф Рідервалль \| \| Бу Еріксон \| \| Єнс Елінг \| \| \| Йоте Велітало \| \| Пелле Еклунд \| \| Гокан Седергрен \| \| \| Міхаель Єльм \| \| Міхаель Тельвен \| \| Матс Валтін \| \| \| Петер Градін \| \| Матс Телін \| \| Гокан Нурдін \| \| \| Матс Гессель \| \| Ларс-Гокан Нурдін \| \| Томас Оленд \| \| \| Томас Сандстрем \| \| Йоран Ліндблум \| \| Том Еклунд \| \| \| Томас Рундквіст \| \| Томмі Мерт \| \| Гокан Ерікссон \| \| | Хокей               | Men's competition             |                 |  |
| Рольф Рідервалль | | Бу Еріксон          |                               | Єнс Елінг       |  |
| Йоте Велітало    | | Пелле Еклунд        |                               | Гокан Седергрен |  |
| Міхаель Єльм     | | Міхаель Тельвен     |                               | Матс Валтін     |  |
| Петер Градін     | | Матс Телін          |                               | Гокан Нурдін    |  |
| Матс Гессель     | | Ларс-Гокан Нурдін   |                               | Томас Оленд     |  |
| Томас Сандстрем  | | Йоран Ліндблум      |                               | Том Еклунд      |  |
| Томас Рундквіст  | | Томмі Мерт          |                               | Гокан Ерікссон  |  |

## Результати змагань

### Гірськолижний спорт
Чоловіки
| Спортсмени             | Дисципліна   | Результат 1 | Результат 1 | Результат 2 | Результат 2 | Всього  | Всього |
| Спортсмени             | Дисципліна   | Час         | Місце       | Час         | Місце       | Час     | Місце  |
| ---------------------- | ------------ | ----------- | ----------- | ----------- | ----------- | ------- | ------ |
| Єрген Сундквіст        | Giant Slalom | DNF         | —           | —           | —           | DNF     | —      |
| Юган Валльнер          | Giant Slalom | DNF         | —           | —           | —           | DNF     | —      |
| Гуннар Нойріссер       | Giant Slalom | 1:23.99     | 21          | 1:24.46     | 23          | 2:48.45 | 22     |
| Ніклас Геннінг         | Giant Slalom | 1:23.61     | 19          | 1:22.51     | 17          | 2:46.12 | 18     |
| Бенгт Ф'єлльберг       | Slalom       | 53.31       | 14          | DSQ         | —           | DSQ     | —      |
| Ларс-Йоран Гальварссон | Slalom       | 52.97       | 9           | 48.73       | 6           | 1:41.70 | 8      |
| Стіг Странд            | Slalom       | 52.95       | 8           | 49.00       | 10          | 1:41.95 | 9      |
| Юнас Нільссон          | Slalom       | 51.52       | 2           | 48.73       | 6           | 1:40.25 | 4      |

### Біатлон
Чоловіки
| Дисципліна   | Спортсмени       | Промахи 1 | Час     | Місце |
| ------------ | ---------------- | --------- | ------- | ----- |
| 10 км Sprint | Ронні Адольфссон | 4         | 33:27.0 | 25    |
| 10 км Sprint | Лейф Андерссон   | 3         | 33:21.9 | 24    |
| 10 км Sprint | Свен Фален       | 2         | 33:12.9 | 21    |

| Дисципліна | Спортсмени       | Час       | Штрафні кола | Скорегований час 2 | Місце |
| ---------- | ---------------- | --------- | ------------ | ------------------ | ----- |
| 20 км      | Ронні Адольфссон | 1'12:12.2 | 8            | 1'20:12.2          | 20    |
| 20 км      | Свен Фален       | 1'12:10.8 | 6            | 1'18:10.8          | 11    |
| 20 км      | Лейф Андерссон   | 1'13:19.3 | 3            | 1'16:19.3          | 8     |

Естафета 4 x 7,5 км (чоловіки)
| Спортсмени                                               | Результат | Результат | Результат |
| Спортсмени                                               | Промахи 1 | Час       | Місце     |
| -------------------------------------------------------- | --------- | --------- | --------- |
| Свен Фален Томмі Геглунд Рогер Вестлінг Ронні Адольфссон | 2         | 1'44:28.2 | 10        |

1Штрафне коло, яке треба було пробігти за промах, дорівнювало 150 метрам. 

2Одну хвилину додано за промах по цілі.

### Бобслей
| Sled  | Спортсмени                          | Дисципліна | Коло 1 | Коло 1 | Коло 2 | Коло 2 | Коло 3 | Коло 3 | Коло 4 | Коло 4 | Всього  | Всього |
| Sled  | Спортсмени                          | Дисципліна | Час    | Місце  | Час    | Місце  | Час    | Місце  | Час    | Місце  | Час     | Місце  |
| ----- | ----------------------------------- | ---------- | ------ | ------ | ------ | ------ | ------ | ------ | ------ | ------ | ------- | ------ |
| SWE-1 | Карл-Ерік Ерікссон Нільс Стефанссон | Two-man    | 53.13  | 17     | 53.56  | 20     | 53.04  | 20     | 52.88  | 18     | 3:32.61 | 19     |

| Sled  | Спортсмени                                                       | Дисципліна | Коло 1 | Коло 1 | Коло 2 | Коло 2 | Коло 3 | Коло 3 | Коло 4 | Коло 4 | Всього  | Всього |
| Sled  | Спортсмени                                                       | Дисципліна | Час    | Місце  | Час    | Місце  | Час    | Місце  | Час    | Місце  | Час     | Місце  |
| ----- | ---------------------------------------------------------------- | ---------- | ------ | ------ | ------ | ------ | ------ | ------ | ------ | ------ | ------- | ------ |
| SWE-1 | Карл-Ерік Ерікссон Томмі Юганссон Ульф Окерблум Нільс Стефанссон | Four-man   | 51.57  | 22     | 51.82  | 19     | 51.94  | 21     | 51.74  | 19     | 3:27.07 | 21     |

### Лижні перегони
Чоловіки
| Дисципліна | Спортсмени            | Результат | Результат |
| Дисципліна | Спортсмени            | Час       | Місце     |
| ---------- | --------------------- | --------- | --------- |
| 15 км      | Торгні Могрен         | 43:39.4   | 22        |
| 15 км      | Бенні Кольберг        | 43:21.5   | 19        |
| 15 км      | Свен-Ерік Даніельссон | 42:55.9   | 15        |
| 15 км      | Гунде Сван            | 41:25.6   | 1         |
| 30 км      | Торгні Могрен         | 1'33:52.0 | 23        |
| 30 км      | Ян Оттоссон           | 1'33:01.3 | 16        |
| 30 км      | Томас Вассберг        | 1'32:25.3 | 14        |
| 30 км      | Гунде Сван            | 1'29:35.7 | 3         |
| 50 км      | Андерс Ларссон        | 2'31:43.6 | 39        |
| 50 км      | Ян Оттоссон           | 2'22:24.0 | 14        |
| 50 км      | Гунде Сван            | 2'16:00.7 | 2         |
| 50 км      | Томас Вассберг        | 2'15:55.8 | 1         |

Естафета 4 x 10 км (чоловіки)
| Спортсмени                                           | Результат | Результат |
| Спортсмени                                           | Час       | Місце     |
| ---------------------------------------------------- | --------- | --------- |
| Томас Вассберг Бенні Кольберг Ян Оттоссон Гунде Сван | 1'55:06.3 | 1         |

Жінки
| Дисципліна | Спортсмени           | Результат | Результат |
| Дисципліна | Спортсмени           | Час       | Місце     |
| ---------- | -------------------- | --------- | --------- |
| 5 км       | Ева-Лена Карлссон    | 19:21.6   | 37        |
| 5 км       | Анн Русендаль        | 18:22.8   | 23        |
| 5 км       | Карін Ламберг-Скуг   | 18:02.5   | 16        |
| 5 км       | Марі Юганссон-Рісбі  | 17:26.3   | 4         |
| 10 км      | Стіна Карлссон       | 34:52.4   | 31        |
| 10 км      | Анн Русендаль        | 34:28.0   | 21        |
| 10 км      | Карін Ламберг-Скуг   | 34:01.3   | 18        |
| 10 км      | Марі Йоганссон-Рісбі | 32:34.6   | 6         |
| 20 км      | Стіна Карлссон       | 1'07:43.4 | 32        |
| 20 км      | Крістіна Гугоссон    | 1'07:40.5 | 31        |
| 20 км      | Анн Русендаль        | 1'06:47.8 | 23        |
| 20 км      | Марі Юганссон-Рісбі  | 1'03:31.8 | 5         |

Естафета 4 x 5 км
| Спортсмени                                                             | Результат | Результат |
| Спортсмени                                                             | Час       | Місце     |
| ---------------------------------------------------------------------- | --------- | --------- |
| Карін Ламберг-Скуг Крістіна Гугоссон Марі Юганссон-Рісбі Анн Русендаль | 1'09:30.0 | 5         |

### Фігурне катання
Чоловіки
| Спортсмени   | CF | SP | FS | TFP  | Місце |
| ------------ | -- | -- | -- | ---- | ----- |
| Ларс Окессон | 13 | 15 | 18 | 31.8 | 17    |

Жінки
| Спортсмени        | CF | SP | FS | TFP  | Місце |
| ----------------- | -- | -- | -- | ---- | ----- |
| Катаріна Ліндгрен | 17 | 22 | 20 | 39.0 | 20    |

### Хокей

#### Група A
Найкращі дві команди (виділено іншим кольором) вийшли до фіналу.
| Команда   | Pld | W | L | T | GF | GA | Pts |
| --------- | --- | - | - | - | -- | -- | --- |
| СРСР      | 5   | 5 | 0 | 0 | 42 | 5  | 10  |
| Швеція    | 5   | 3 | 1 | 1 | 34 | 15 | 7   |
| ФРН       | 5   | 3 | 1 | 1 | 27 | 17 | 7   |
| Польща    | 5   | 1 | 4 | 0 | 16 | 37 | 2   |
| Італія    | 5   | 1 | 4 | 0 | 15 | 31 | 2   |
| Югославія | 5   | 1 | 4 | 0 | 8  | 37 | 2   |

- Швеція 11-3 Італія
- Швеція 11-0 Югославія
- Швеція 1-1 ФРН
- Швеція 10-1 Польща
- СРСР 10-1 Швеція

#### Медальний райнд
| Команда        | Pld | W | L | T | GF | GA | Pts |
| -------------- | --- | - | - | - | -- | -- | --- |
| СРСР           | 3   | 3 | 0 | 0 | 16 | 1  | 6   |
| Чехословаччина | 3   | 2 | 1 | 0 | 6  | 2  | 4   |
| Швеція         | 3   | 1 | 2 | 0 | 3  | 12 | 2   |
| Канада         | 3   | 0 | 3 | 0 | 0  | 10 | 0   |

- Чехословаччина 2-0 Швеція
- Швеція 2-0 Канада

Carried over group match:
- СРСР 10-1 Швеція

#### Найкращі гравці
| Rk  | Команда      | GP | G | A | Pts |
| --- | ------------ | -- | - | - | --- |
| 2nd | Петер Градін | 6  | 9 | 4 | 13  |

- Склад команди
- Рольф Рідервалль
- Йоте Велітало
- Міхаель Єльм
- Петер Градін
- Матс Гессель
- Томас Сандстрем
- Томас Рундквіст
- Бу Еріксон
- Пелле Еклунд
- Міхаель Тельвен
- Матс Телін
- Ларс-Гокан Нурдін
- Йоран Ліндблум
- Томмі Мерт
- Єнс Елінг
- Гокан Седергрен
- Матс Валтін
- Гокан Нурдін
- Томас Оленд
- Том Еклунд
- Гокан Ерікссон
- Головний тренер: Андерс Пармстрем

### Санний спорт
Чоловіки
| Спортсмени     | Коло 1 | Коло 1 | Коло 2 | Коло 2 | Коло 3 | Коло 3 | Коло 4 | Коло 4 | Всього   | Всього |
| Спортсмени     | Час    | Місце  | Час    | Місце  | Час    | Місце  | Час    | Місце  | Час      | Місце  |
| -------------- | ------ | ------ | ------ | ------ | ------ | ------ | ------ | ------ | -------- | ------ |
| Фредрік Вікман | 47.693 | 21     | 47.850 | 23     | 47.808 | 24     | 47.579 | 21     | 3:10.930 | 19     |

Жінки
| Спортсмени     | Коло 1 | Коло 1 | Коло 2 | Коло 2 | Коло 3 | Коло 3 | Коло 4 | Коло 4 | Всього   | Всього |
| Спортсмени     | Час    | Місце  | Час    | Місце  | Час    | Місце  | Час    | Місце  | Час      | Місце  |
| -------------- | ------ | ------ | ------ | ------ | ------ | ------ | ------ | ------ | -------- | ------ |
| Лотта Дальберг | 42.986 | 12     | 43.327 | 18     | 42.859 | 15     | 43.181 | 19     | 2:52.353 | 16     |

### Ковзанярський спорт
Чоловіки
| Дисципліна | Спортсмени      | Результат | Результат |
| Дисципліна | Спортсмени      | Час       | Місце     |
| ---------- | --------------- | --------- | --------- |
| 500 м      | Ганс Магнуссон  | 1:03.08   | 42        |
| 500 м      | Томас Густафсон | 41.18     | 36        |
| 500 м      | Ян-Оке Карлберг | 40.64     | 34        |
| 1000 м     | Ян-Оке Карлберг | 1:19.92   | 29        |
| 1000 м     | Ганс Магнуссон  | 1:18.95   | 21        |
| 1500 м     | Ян Юнелль       | 2:02.55   | 24        |
| 1500 м     | Клас Бенгтссон  | 2:02.04   | 18        |
| 1500 м     | Ганс Магнуссон  | 2:01.26   | 16        |
| 5000 м     | Ян Юнелль       | 7:29.98   | 18        |
| 5000 м     | Клас Бенгтссон  | 7:26.57   | 16        |
| 5000 м     | Томас Густафсон | 7:12.28   | 1         |
| 10,000 м   | Клас Бенгтссон  | 15:14.33  | 16        |
| 10,000 м   | Ян Юнелль       | 15:12.90  | 15        |
| 10,000 м   | Томас Густафсон | 14:39.95  | 2         |

Жінки
| Дисципліна | Спортсмени             | Результат | Результат |
| Дисципліна | Спортсмени             | Час       | Місце     |
| ---------- | ---------------------- | --------- | --------- |
| 500 м      | Аннетт Карлен-Карлссон | 43.65     | 18        |
| 1000 м     | Аннетт Карлен-Карлссон | 1:26.15   | 9         |
| 1500 м     | Аннетт Карлен-Карлссон | 2:10.80   | 12        |
| 3000 м     | Аннетт Карлен-Карлссон | 4:40.36   | 11        |